# STAR SPHERE
STAR SPHERE（スタースフィア）は、ソニーが宇宙航空研究開発機構（JAXA）、東京大学と共同で実施を予定している、人工衛星に搭載したカメラを遠隔操作し動画や静止画を撮影できるサービスである。

## コンセプト
「宇宙を解放する。」をコンセプトとしている。訓練を積んだ宇宙飛行士や富裕層に限られていた宇宙旅行や、高額な費用を要し企業などが業務として行う既存の地球観測衛星からの衛星画像に依らずとも、数万円台からの比較的低価格かつ平易な操作でエンターテイメント的に自在な「宇宙からの視点」を持つことができ、さらには地球への想いを新たにする願いが込められている。

## 経緯
2016年、民間企業による宇宙開発の環境整備を目的とした、人工衛星等の打上げ及び人工衛星の管理に関する法律（通称、宇宙活動法）と衛星リモートセンシング記録の適正な取扱いの確保に関する法律（通称、衛星リモセン法）からなる、いわゆる宇宙関連2法が成立。かねてから宇宙にかかわる仕事をしたいと考えていたソニーの本村謙介は、法整備に携わった内閣府宇宙開発戦略推進事務局参事官補佐の畑田康二郎に話を持ち掛け、JAXAの協力を得て、2017年6月に宇宙ビジネスの講演会を開催した。100名を超えるソニー社員が参加し、懇親会でも活発な意見交換が交わされ、ソニーとJAXAの現場レベルでのつながりが強まった。
2020年8月5日には、ソニー、JAXAと東京大学の三者で、ソニー製のカメラを搭載した人工衛星をリアルタイムで遠隔操作して映像を撮影できる「宇宙感動体験事業」の共創契約を締結したと発表。2021年12月には、プロジェクトが「STAR SPHERE」と命名された。2022年6月からREADYFORで実施したクラウドファンディングでは、目標の1千万円を上回る13,495,000円が集まった。
人工衛星「EYE」の打ち上げは、当初は2022年10月を予定していたが、11月、12月と延期になり、2023年1月3日9時56分（EST）、「EYE」を載せたスペースX社のファルコン9ロケットが、アメリカ合衆国・フロリダ州のケープカナベラル宇宙軍施設から打ち上げられた。2日後の1月5日にラスベガスで開催されたCES 2023で紹介されたが、打ち上げ延期のため、EYEからの映像を会場で初披露することは実現しなかった。

## 機材
人工衛星「EYE」は、6Uと呼ばれる10cm×20cm×30cmの規格で、4K解像度の動画と静止画を撮影できるソニー製のカメラと、地上局との通信を行うアンテナや通信機器、太陽の位置を捕捉するセンサ、姿勢制御システムなどを搭載し、電力はソーラーパネルで賄う。スラスターには、スタートアップ企業Pale Blue社による、水を推進剤とする水蒸気式推進機を初採用。従来のキセノンやヒドラジンに比べ安全性が向上した。レンズは28mmから135mmまでをカバーし、地球と星々を広角で撮影したり、地表の一部をクローズアップして撮影することが可能である。日本列島を撮影する場合では、北海道から沖縄県までを画角に収めることができる。軌道は一周ごとに変わり、日本上空にとどまらず地球上のあらゆる地域が視野に収まる。
「EYE」は高度524Kmの低軌道を周回し、約90～95分で地球を一周する。東京のソニーグループ本社ビル内に管制室を設置し、ソニー、ソニーワイヤレスコミュニケーションズ、東京大学中須賀船瀬研究室、アークエッジ・スペース社と共同運用を行う。衛星の耐用年数は約2年半を見込んでいる。

## パートナーシップ
プロジェクトにはコニカミノルタプラネタリウムも参画しており、EYEで撮影した画像・映像を使用したプラネタリウム向けコンテンツの配信も予定している。
日本旅行は、先端科学技術をテーマにした中学校・高等学校向け探究体験プログラム「ミライ塾」を展開している。ソニーと日本旅行は、STAR SPHEREを利用したミライ塾のプログラムの共同開発に合意した。

## サービス
当初計画では、宇宙写真の撮影には「宇宙撮影ツアー」と「宇宙撮影プレミアム」の二通りのコースが予定されている。「宇宙撮影ツアー」はパッケージツアーに相当するコースで、ガイドがアレンジしたコースやカメラワークを元に撮影し、比較的低価格で利用できる。「宇宙撮影プレミアム」はオーダーメイドに相当し、地球一周約95分のうちの10分間に任意のアングルで撮影できる。10分間の時間内で撮影したうち、JPEG画像50枚、RAW画像では30枚、動画の場合は30秒程度がダウンロード可能となる。利用にはクルー登録が必要で、個人でも登録可能である。撮影には、位置や画角を直感的に調整できるシミュレータを使用する。利用価格は、カメラの角度を固定した状態で、指定のタイミングで撮影する場合は1～2万円、人工衛星を操作し角度まで指定する場合は50万円程度になる見込みである。画像や動画の所有権はカメラを操作した時点で占有していたクルーに帰属し、加工した写真の販売や、SNS等へのアップロードも自由に行うことができる。
2023年4月に、姿勢制御および、地上との通信に不具合が生じていることが明らかになった。当初の予定通りのサービスの提供は困難とみられ、何らかの仕様変更を行ったうえでのサービスの開始が検討されている。